# Campionato francese di rugby a 15 1953-1954
Il campionato francese di rugby a 15 1953-54 fu vinto dal Grenoble che batté in finale Cognac.

## Formato
Prima fase con 64 squadre divise in 8 gruppi di 6 e due gruppi di 6.
Si qualificano ai sedicesimi di finale:
- le prime 3 dei gruppi da 6 (24 squadre)
- le migliori 4 tra le quarte dei gruppi di 6 (4 squadre)
- le prime due dei gruppi da otto (4 squadre)

Successivamente eliminazione diretta sino alla finale.

## Fase di qualificazione

### Gruppi da sei
| - Lourdes - RC Vichy - Dax - FC Oloron - Template:Rugby Bordeaux Bègles - Tolone                      | - P.U.C. - Stade montois - SU Agen - USA Limoges - Tyrosse RCS - RC Narbonne            | - Cognac - Stade rochelais - AS Béziers - AS Soustons - Aviron bayonnais - CA Périgueux |
| - Auch - Stade lavelanétien - Boucau stade - Castres - Biarritz - Montferrand                         | - US Montauban - Stade toulousain - Valence - US Carmaux - FC Grenoble - USA Perpignan  | - Roanne - US bressane - CS Vienne - CO Il Creusot - Lyon OU - Montélimar               |
| - US Bergerac - Racing club de France - Stadoceste tarbais - Stade aurillacois - US Romans - CA Brive | - Section paloise - SC Angoulême - SC Mazamet - SC Graulhet - Côte-vermeille - SC Tulle |                                                                                         |

### Gruppi da otto
Le qualificate nei gruppi da otto furono Niort, Albi, Stade bagnérais e TOEC.

## Sedicesimi di finale
(In grassetto le squadre qualificate per gli ottavi) 
| Squadra 1          | Squadra 2             | Risultati |
| ------------------ | --------------------- | --------- |
| FC Grenoble        | SC Mazamet            | 14-12     |
| SU Agen            | SC Tulle              | 11-0      |
| CS Vienne          | TOEC                  | 12-3      |
| Section paloise    | Racing club de France | 8-3       |
| US Romans          | US Bergerac           | 8-3       |
| US bressane        | Stadoceste tarbais    | 10-6      |
| USA Perpignan      | Niort                 | 18-0      |
| Stade toulousain   | RC Toulon             | 14-0      |
| Cognac             | SC Albi               | 6-3       |
| Biarritz olympique | Stade lavelanétien    | 15-0      |
| AS Béziers         | US Dax                | 11-6      |
| SC Angoulême       | Paris université club | 6-3       |
| FC Lourdes         | Stade bagnérais       | 27-0      |
| Roanne             | Stade montois         | 8-6       |
| Montferrand        | FC Auch               | 8-3       |
| US Carmaux         | CA Périgueux          | 8-0       |

### Ottavi di finale
| Arbitro: | M. Parot |

|                                             |    |              |
| 45’ Langranchi 94’ Pliassof 108’ Belletante | mt | 17’ Capmarti |
| 108’ Échevet                                | tr |              |

| 1954 | Vienne | 9 – 6 | Pau |  |

| 1954 | Romans | 12 – 6 | Bourg-en-Bresse |  |

| 1954 | Perpignano | 11 – 0 | Tolosa |  |

| 1954 | Cognac | 22 – 5 | Biarritz |  |

| 1954 | Béziers | 3 – 0 | Angoulême |  |

| 1954 | Lourdes | 17 – 0 | Roanne |  |

| 1954 | Montferrand | 3 – 0 | Carmaux |  |

### Quarti di finale
| Arbitro: | Roger Taddéï |

|             |      |  |
| 65’ Échevet | c.p. |  |

| 1954 | Romans | 8 – 6 | Perpignano |  |

| 1954 | Cognac | 8 – 3 | Béziers |  |

| 1954 | Lourdes | 17 – 8 | Montferrand |  |

### Semifinali
| 1954 | Cognac | 21 – 21 | Lourdes |  |

| Arbitro: | M. Durand |

|             |      |           |
| 75’ Smogor  | mt   | 69’ Dolin |
| 75’ Échevet | tr   | 69’ Ravel |
| 55’ Échevet | c.p. |           |

## Finale
| Arbitro: | Roger Taddéi |

|                |      |             |
| Lanfranchi 58’ | mt   |             |
| Échevet 58’    | tr   |             |
|                | c.p. | 21’ Meinard |